# Aeroportul Pinehouse Lake
Aeroportul Pinehouse Lake (IATA: ZPO, ICAO: CZPO) este un aeroport din Saskatchewan, Canada ce deservește zona Pinehouse⁠(d).
Situat la o altitudine de 392 m, aeroportul dispune de o singură pistă. Este operat de Ministry of Highways and Infrastructure⁠(d).